# Макхью, Лия
Ли́я Ра́йан Макхью́ (англ. Lia Ryan McHugh; род. 18 ноября 2005, Питтсбург, Пенсильвания, США) — американская актриса, наиболее известная по ролям в фильмах «Тотем» (2017) и «Сторожка» (2019), а также телесериалу «Навстречу тьме». Получила известность благодаря роли в фильме вселенной Marvel «Вечные» (2021).

## Биография
Макхью родилась в 2005 году  в Питтсбурге, штат Пенсильвания, в актёрской семье. У актрисы есть три старших брата и сестры — Флинн, Логан и Ши, — а также младший брат Гэвин, у которого церебральный паралич. Гэвин также является актёром и играет в драматическом сериале «9-1-1».

## Карьера
Макхью получила популярность, появляясь в таких проектах, как сериалы «Наваждение» 2005 года и «Навстречу тьме» 2018 года, а также в фильмах ужасов «Тотем» (2017) и «Сторожка» (2019). В 2018 году она появилась в сериале «Американка», получив одну из главных ролей в проекте.
В 2021 году Макхью получила роль Спрайт, принесшую ей большую популярность, в фильме киновселенной Marvel «Вечные», премьера которого состоялась в ноябре 2021 года.

## Фильмография

### Фильмы
| Год  | Название                        | Оригинальное название | Роль          | Примечания |
| ---- | ------------------------------- | --------------------- | ------------- | ---------- |
| 2017 | Жаркие летние ночи              | Hot Summer Nights     | Летняя птица  |            |
| 2017 | Тотем                           | Totem                 | Эбби          |            |
| 2018 | Назови своё имя                 | Along Came the Devil  | Молодая Эшли  |            |
| 2019 | Сторожка                        | The Lodge             | Мия Холл      |            |
| 2020 | Птица в клетке. Заражение       | Songbird              | Эмма Гриффинс |            |
| 2021 | Вечные                          | Eternals              | Спрайт        |            |
| 2021 | Дом у болота                    | A House on the Bayou  | Анна Чемберс  |            |
| 2023 | Проклятие. Паранормальное видео | Baby Blue             | Лора Миллс    |            |

### Телевидение
| Год  | Название       | Оригинальное название | Роль           | Примечания                                      |
| ---- | -------------- | --------------------- | -------------- | ----------------------------------------------- |
| 2016 | Наваждение     | A Haunting            | Джейси         | Документальный сериал; эпизод «Tunnel of Death» |
| 2018 | Американка     | American Woman        | Джессика Нолан | Главная роль; 11 эпизодов                       |
| 2019 | Навстречу тьме | Into the Dark         | Мэгги Сингер   | Эпизод «They Come Knocking»                     |